# 볼프 635
볼프 635는 뱀주인자리에 있는 별로, 볼프 635 A와 B로 이루어진 쌍성계이다. 위치는 적경 17시 05분 03.4초이며, 적위 -05도 03분 59.5초이다. 두 별 중 밝은 주성 A는 분광형 K4~K5인 오렌지색 왜성이며 어두운 반성 B는 분광형 M3.5V의 적색 왜성이다. 각각의 겉보기 등급은 7.73과 10.08로, 둘 다 망원경 없이 맨눈으로 볼 수는 없다.

## 같이 보기
- 가까운 밝은 별 목록
- 오렌지색 왜성
- 적색 왜성